# Campeonato Mexicano de Patinação Artística no Gelo
O Campeonato Mexicano de Patinação Artística no Gelo (em castelhano:  Campeonato Mexicano de Patinaje Artístico sobre Hielo) é uma competição nacional anual de patinação artística no gelo do México. Os patinadores competem em três eventos, individual masculino, individual feminino, e dança no gelo. 
A competição determina os campeões nacionais e os representantes do México em competições internacionais como Campeonato Mundial, Campeonato Mundial Júnior, Campeonato dos Quatro Continentes e os Jogos Olímpicos de Inverno.

## Edições
| Ano (Edição) | Cidade sede        | Sênior | Sênior | Sênior | Ref                         |
| Ano (Edição) | Cidade sede        | M      | F      | D      | Ref                         |
| ------------ | ------------------ | ------ | ------ | ------ | --------------------------- |
| 1997         | San Jerónimo       | •      | •      | –      | [ 1 ]                       |
| 1998         | León               | •      | •      | –      | [ 2 ]                       |
| 1999         | Sportica           | •      | •      | –      | [ 3 ]                       |
| 2000         | Lomas Verdes       | •      | •      | –      | [ 4 ]                       |
| 2001         | Puebla             | •      | •      | –      | [ 5 ]                       |
| 2002         | Lomas Verdes       | •      | •      | –      | [ 6 ]                       |
| 2003         | Guadalajara        | •      | •      | –      | [ 7 ]                       |
| 2004         | Lomas Verdes       | •      | •      | •      | [ 8 ]                       |
| 2005         | Cuautitlán Izcalli | •      | •      | •      | [ 9 ]                       |
| 2006         | Monterrey          | •      | •      | –      | [ 10 ]                      |
| 2007         | Guadalajara        | •      | •      | –      | [ 11 ]                      |
| 2008         | Cuautitlán Izcalli | •      | •      | –      | [ 12 ]                      |
| 2009         | Metepec            | •      | •      | –      | [ 13 ]                      |
| 2010         | Cuautitlán Izcalli | •      | •      | •      | [ 14 ]                      |
| 2011         | Cuautitlán Izcalli | •      | •      | •      | [ 15 ]                      |
| 2012         | Cidade do México   | •      | •      | •      | [ 16 ]                      |
| 2013         |                    | •      | •      | –      | [ 17 ] [ 18 ] [ 19 ] [ 20 ] |
| 2014         | Cuautitlán Izcalli | •      | •      | –      | [ 21 ]                      |
| 2015         |                    | •      | •      | –      | [ 22 ]                      |
| 2016         |                    | –      | •      | –      | [ 23 ]                      |

## Lista de medalhistas

### Individual masculino
| Evento                             | Ouro                                        | Prata                                       | Bronze                                      |
| San Jerónimo 1998 (detalhes)       | Ricardo Olavarrieta                         | ?                                           | ?                                           |
| León 1999 (detalhes)               | David Del Pozo                              | Ricardo Olavarrieta                         | ?                                           |
| Sportica 2000 (detalhes)           | Ricardo Olavarrieta                         | David Del Pozo                              | ?                                           |
| Lomas Verdes 2001 (detalhes)       | Mauricio Medellin                           | David Del Pozo                              | ?                                           |
| Puebla 2002 (detalhes)             | Mauricio Medellin                           | Michael Gilpin                              | ?                                           |
| Lomas Verdes 2003 (detalhes)       | Humberto Contreras                          | ?                                           | ?                                           |
| Guadalajara 2004 (detalhes)        | Humberto Contreras                          | Adrian Alvarado                             | Michael Gilpin                              |
| Lomas Verdes 2005 (detalhes)       | Miguel Angel Moyron                         | Humberto Contreras                          | Adrian Alvarado                             |
| Cuautitlán Izcalli 2006 (detalhes) | Humberto Contreras                          | Miguel Angel Moyron                         | Luis Hernández                              |
| Monterrey 2007 (detalhes)          | Miguel Angel Moyron                         | Luis Hernández                              | Adrian Alvarado                             |
| Guadalajara 2008 (detalhes)        | Luis Hernández                              | Humberto Contreras                          | Miguel Angel Moyron                         |
| Cuautitlán Izcalli 2009 (detalhes) | Luis Hernández                              | Humberto Contreras                          | Adrian Alvarado                             |
| Metepec 2010 (detalhes)            | Humberto Contreras                          | Luis Hernández                              | nenhum outro competidor                     |
| Cuautitlán Izcalli 2011 (detalhes) | Luis Hernández                              | Balam Labarrios                             | Fernando Hernández                          |
| Cidade do México 2012 (detalhes)   | Luis Hernandez                              | Balam Labarrios                             | Fabriczio Carrillo                          |
| 2013 (detalhes)                    | Luis Hernandez                              | Fernando Hernández                          | ?                                           |
| Cuautitlán Izcalli 2014 (detalhes) | Luis Hernandez                              | Fernando Hernández                          | Balam Labarrios                             |
| 2015 (detalhes)                    | Balam Labarrios                             | Fabriczio Carrillo                          | Adrian Alvarado                             |
| 2016                               | Não houve disputa do individual masculino'' | Não houve disputa do individual masculino'' | Não houve disputa do individual masculino'' |

### Individual feminino
| Evento                             | Ouro                  | Prata              | Bronze                    |
| San Jerónimo 1998 (detalhes)       | Tania Rojas           | Elisa Caraza       | ?                         |
| León 1999 (detalhes)               | Maria Fernanda Puente | Rocio Salas        | Maricarmen Szeszko        |
| Sportica 2000 (detalhes)           | Rocio Salas           | Maricarmen Szeszko | Maria Fernanda Puente     |
| Lomas Verdes 2001 (detalhes)       | Rocio Salas           | Gladys Orozco      | Ingrid Roth               |
| Puebla 2002 (detalhes)             | Gladys Orozco         | Rocio Salas        | Ingrid Roth               |
| Lomas Verdes 2003 (detalhes)       | Ana Cecilia Cantu     | Gladys Orozco      | Ingrid Roth               |
| Guadalajara 2004 (detalhes)        | Michele Cantu         | Alicia Sanchez     | Ana Cecilia Cantu         |
| Lomas Verdes 2005 (detalhes)       | Gladys Orozco         | Michele Cantu      | Ana Cecilia Cantu         |
| Cuautitlán Izcalli 2006 (detalhes) | Michele Cantu         | Emily Naphtal      | Ana Cecilia Cantu         |
| Monterrey 2007 (detalhes)          | Michele Cantu         | Emily Naphtal      | Ana Cecilia Cantu         |
| Guadalajara 2008 (detalhes)        | Ana Cecilia Cantu     | Michele Cantu      | nenhuma outra competidora |
| Cuautitlán Izcalli 2009 (detalhes) | Ana Cecilia Cantu     | Michele Cantu      | Loretta Hamui             |
| Metepec 2010 (detalhes)            | Ana Cecilia Cantu     | Mary Ro Reyes      | nenhuma outra competidora |
| Cuautitlán Izcalli 2011 (detalhes) | Mary Ro Reyes         | Ana Cecilia Cantu  | nenhuma outra competidora |
| Cidade do México 2012 (detalhes)   | Reyna Hamui           | Ana Cecilia Cantu  | Priscila Alavez           |
| 2013 (detalhes)                    | Reyna Hamui           | Ana Cecilia Cantu  | ?                         |
| Cuautitlán Izcalli 2014 (detalhes) | Reyna Hamui           | Mary Ro Reyes      | Priscila Alavez           |
| 2015 (detalhes)                    | Reyna Hamui           | Aislin Rosado      | Mary Ro Reyes             |
| 2016 (detalhes)                    | Aislin Rosado         | Priscila Alavez    | Michelle Quintero         |

### Dança no gelo
| Evento                             | Ouro                                 | Prata                                | Bronze                               |
| Lomas Verdes 2004 (detalhes)       | Laura Munana Luke Munana             | nenhum outro competidor              | nenhum outro competidor              |
| Cuautitlán Izcalli 2005 (detalhes) | Laura Munana Luke Munana             | nenhum outro competidor              | nenhum outro competidor              |
| 2006–2009                          | Não houve disputa de dança no gelo   | Não houve disputa de dança no gelo   | Não houve disputa de dança no gelo   |
| Cuautitlán Izcalli 2010 (detalhes) | Corenne Bruhns Benjamin Westenberger | nenhum outro competidor              | nenhum outro competidor              |
| Cuautitlán Izcalli 2011 (detalhes) | Corenne Bruhns Ryan Van Natten       | nenhum outro competidor              | nenhum outro competidor              |
| Cidade do México 2012 (detalhes)   | Corenne Bruhns Ryan van Natten       | nenhum outro competidor              | nenhum outro competidor              |
| 2013–2016                          | Não houve disputa de dança no gelo'' | Não houve disputa de dança no gelo'' | Não houve disputa de dança no gelo'' |